# موسبروخ
موسبروخ (به آلمانی: Mosbruch) یک شهر در آلمان است که در فولکانایفل واقع شده‌است. موسبروخ ۱۶۴ نفر جمعیت دارد.